# Georg Sebastian Plinganser

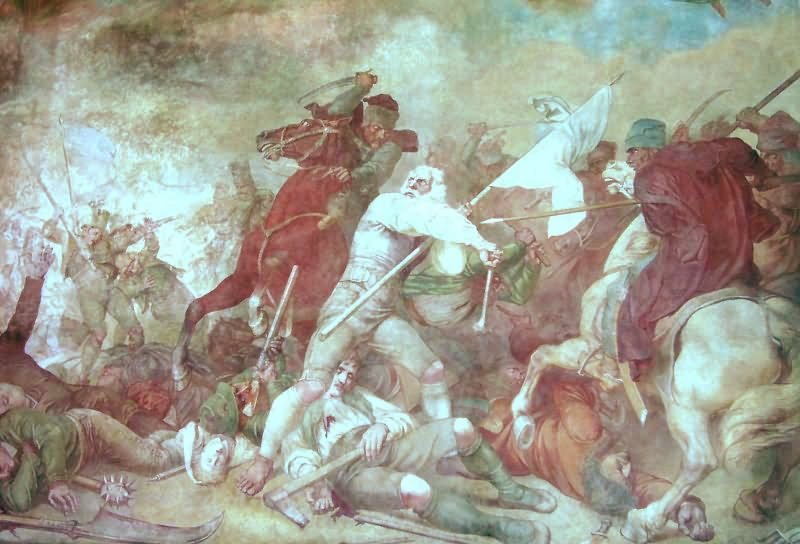
Sendlinger Bauernschlacht (Fresco in der Sendlinger Kirche)

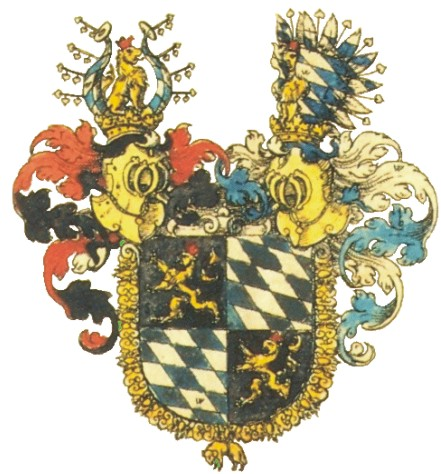
Wappen Bayern 1703

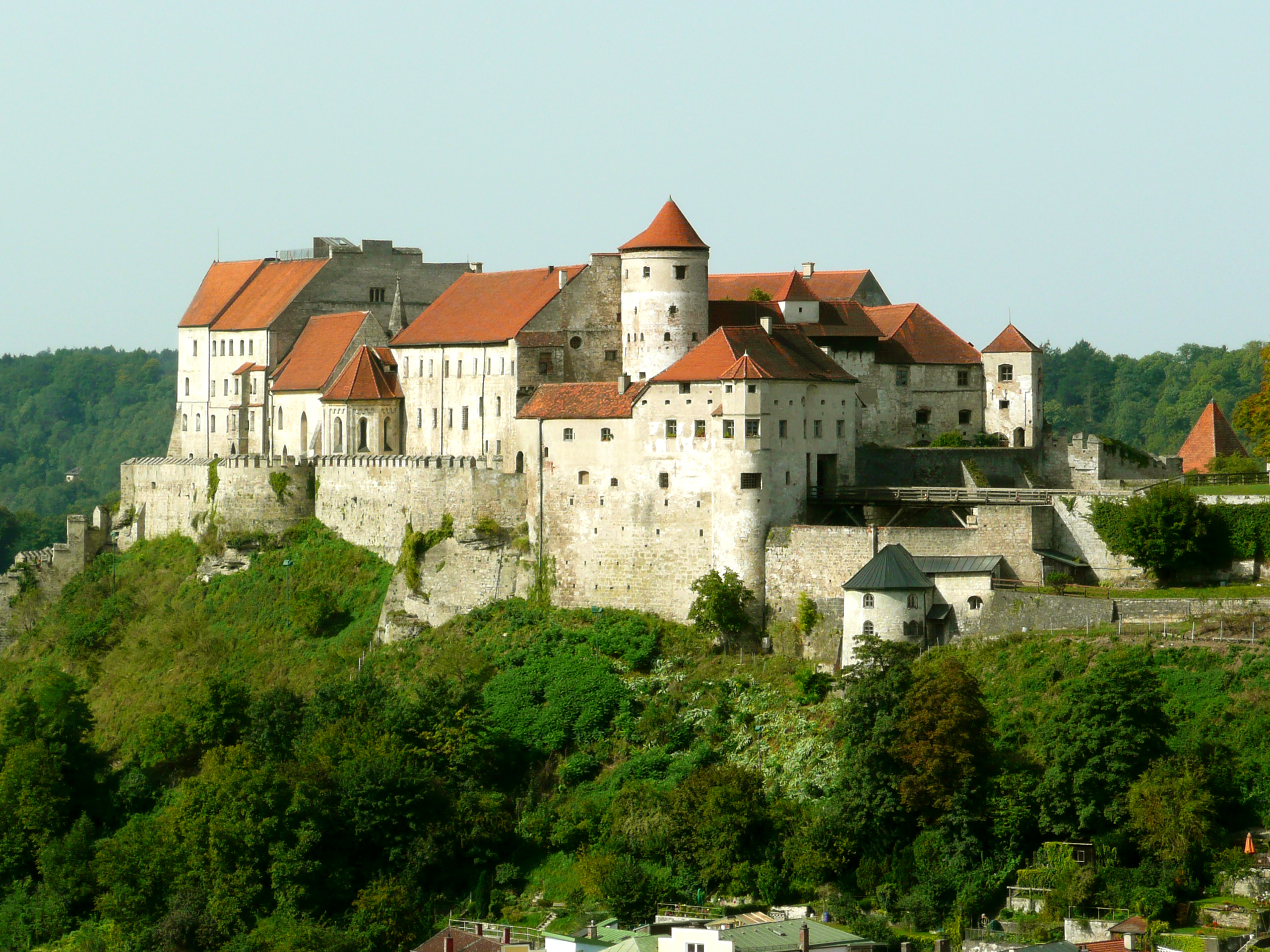
Festung Burghausen von der österreichischen Seite der Salzach aus gesehen.

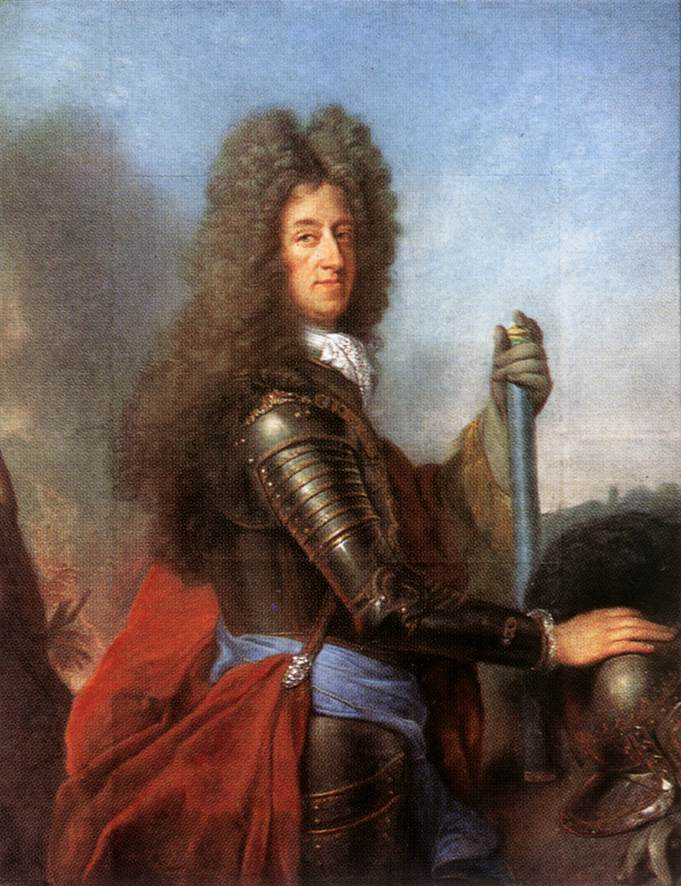
Maximilian II. Emanuel im Harnisch, mit blauer bayerischer Schärpe und Marschallsstab

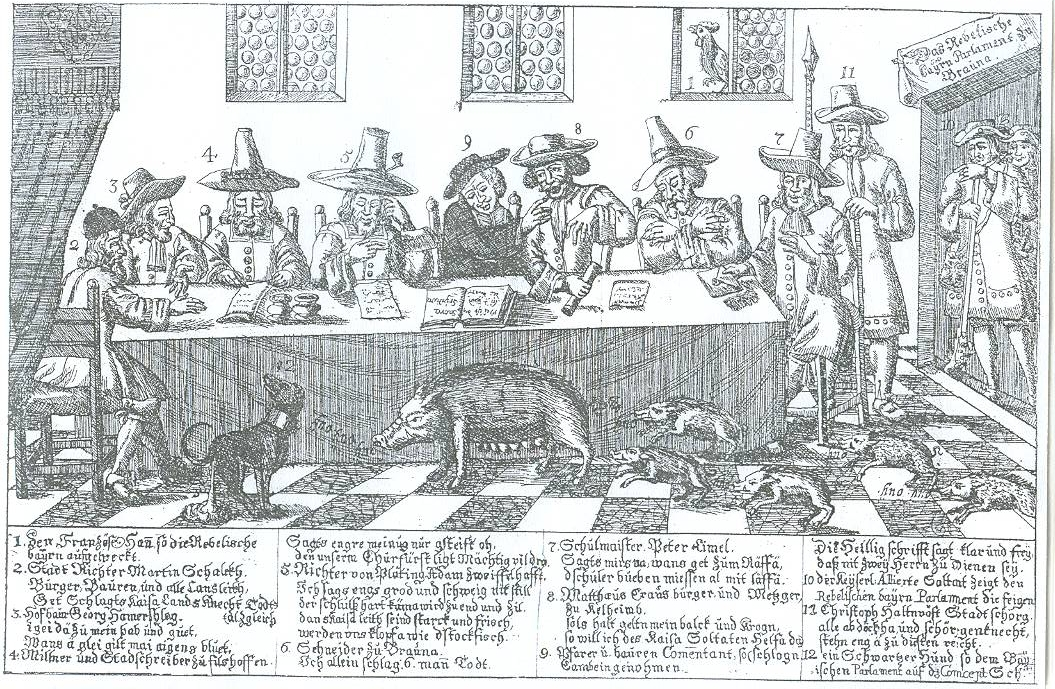
Braunauer Parlament Spottbild

Georg Sebastian Plinganser (* 21. April 1681 in Postmünster/Thurnstein; † 7. Mai 1738 in Augsburg) war ein bayerischer Freiheitskämpfer.

## Leben
Plinganser war Mitglied des ersten bayerischen Parlamentes in Braunau und Anführer im bayerischen Volksaufstand (Oberländer- und Unterländer Bauernaufstand) 1705–1706 gegen die österreichisch-kaiserlich-habsburgischen Besatzer. Laut mancher Quellen wurde er zum Aufstand gezwungen, was jedoch auf seine Rechtfertigungsschreiben nach der Niederlage zurückzuführen ist. Dieser bayerische Volksaufstand wurde unter anderem in der Mordweihnacht bei Sendling und der Schlacht von Aidenbach blutig niedergeschlagen.
Plinganser wurde 1681 als erstes Kind des Hofmarkrichters von Postmünster Hans Georg Plinganser und seiner Frau Barbara Ober, einer Bäckerstochter aus Postmünster geboren.
Ein historisches Zitat über Plinganser beschreibt ihn wie folgt: „An der Spitze der Landevertheidiger standen Sebastian Georg Plinganser, Studiosus der Rechte an der hohen Schule zu Ingolstadt, aus Pfarrkirchen (richtig: Postmünster/Thurnstein) gebürtig, ein kräftiger unternehmender Jüngling, voll Verstand, und dessen Schulgenosse Johann Georg Meindl aus Stern bei Altheim …“

## Anfänge der Volkserhebung in Bayern
Im Herbst 1705 erhoben sich Bayern im Ober- und Unterland. Nachdem Kurfürst Maximilian II. Emanuel 1704 die Zweite Schlacht bei Höchstädt verloren hatte und Bayern durch kaiserlich-österreichische Truppen besetzt worden war, wurden die Menschen in Bayern durch Quartierlasten, Kontributionen, unerträgliche Steuerlasten und Zwangsaushebungen für die Besatzer zur Verzweiflung gebracht. Der Aufstand begann in der Oberpfalz und breitete sich mit großer Geschwindigkeit über die Donau nach Niederbayern und an den unteren Inn aus. In Niederbayern erzielte der Aufstand beachtliche Erfolge: die Festungen Burghausen, Braunau und Schärding wurden erobert. Nach diesen Erfolgen sprang der Funke auch auf das bayerische Oberland über.

## Die bayerische Volkserhebung 1705
Bereits am 11. November trafen sich am Inn bei Burg Frauenstein 5.000 „Taschnerbauern“ aus dem Rottal unter Georg Sebastian Plinganser und 5000 „Weilharter“ unter seinem Schulfreund Johann Georg Meindl. Plinganser sagte später, damals sei „die Belagerung von Braunau und Schärding mit dem Meindl bereits beschlossen“ gewesen. Das Heer zog nach Braunau und belagerte die Festung (14. November 1705).
Zunächst fiel aber Burghausen in die Hand der Aufständischen aus dem Oberen Weilhart. Mit dem Fall von Braunau am 27. November 1705 und Schärding am 4. Dezember 1705 erlangten die Aufständischen die Macht über das gesamte Innviertel, der Landstrich wurde zum Kernland der Volkserhebung. „Rebellen“ aus anderen Regionen holten sich in Braunau ihre Direktiven und gleichzeitig wurden von hier aus Agitatoren in alle Himmelsrichtungen geschickt.

## Das Ende der Erhebung
Mit der Niederlage der Oberländer in der Sendlinger Mordweihnacht (25. Dezember 1705) hatte die Bayerische Volkserhebung ihren Höhepunkt überschritten. In Braunau dominierte aber weiterhin die „unbeugsame – man muss auch sagen uneinsichtige – Kriegspartei“, wie es Christian Probst bezeichnet. Ihr Haupt war Georg Sebastian Plinganser, auch Johann Georg Meindl gehörte dazu.
Die Hoffnungen der letzten Rebellen auf ein Wiederaufleben der Volkserhebung (unter anderem durch Unterstützung durch Maximilian II. Emanuel aus Brüssel) zerschlugen sich bald.
Plinganser wurde nach letzten Gefechten in Braunau am Inn in Altötting gefangen genommen, kam längere Zeit in Untersuchungshaft, über deren Resultat nichts bekannt ist. Danach gewährte man ihm in Mengkofen Asyl, wo er beim Hofmarksgericht in Dienst trat. Später wurde er Prokurator (Rechtsanwalt) in München und starb schließlich als Kanzler des Reichsstiftes St. Ulrich und Afra in Augsburg am 7. Mai 1738. (Nach [1])

## Würdigungen
Im Jahr 1878 benannte die Stadt München die Plinganserstraße in Sendling nach dem Anführer des Unterländer Bauernaufstandes. Weitere Straßenbenennungen gibt es in Pfarrkirchen, Simbach am Inn, Kirchdorf am Inn, Bad Griesbach, Aidenbach, Pocking, Gangkofen, Postmünster und Mengkofen.